# Тюрябеков, Джура Ходжибекович
Джура́ Ходжибе́кович Тюрябе́ков (Тюрабе́ков) (1897 — 28 марта 1938) — советский партийный и государственный деятель, и.о. первого секретаря ЦК КП(б) Узбекистана (1937). Входил в состав особой тройки НКВД СССР.

## Биография
Трудовую деятельность начал в 1919 г. чернорабочим на железной дороге в Ходженте. В апреле 1919 г. вступил в ряды РКП(б). В 1921 г. прошёл трёхмесячные курсы политграмоты.
- 1921—1922 гг. — организатор союза бедноты «Кошчи», заведующий отделом пропаганды Костокозского районного комитета РКП(б),
- 1923 г. — районный продовольственный инспектор, партийный организатор районного комитета РКП(б),
- 1924—1927 гг. — заведующий административным отделом Ходжентского уездного исполкома и, одновременно, ответственный секретарь Ходжентской старо-городской партячейки, затем член партколлегии Самаркандской областной Контрольной комиссии,
- 1927—1929 гг. — председатель Ходжентской окружной Контрольной комиссии рабоче-крестьянской инспекции,
- 1929—1930 гг. — ответственный секретарь Андижанского окружного комитета ВКП(б),
- 1930-1934 гг. — заведующий распределительным отделом ЦК КП Узбекистана,
- март-июнь 1934 г. — заведующий отделом руководящих партийных органов ЦК КП Узбекистана, затем отозван для работы в СНК Узбекской ССР,
- 1934-1937 гг. — заведующий отделом советско-торговых и финансовых органов ЦК КП Узбекистана,
- июль-сентябрь 1937 г. — первый заместитель председателя СНК Узбекистана.

- 5-21 сентября 1937 — решением бюро ЦК КПУ временно возложены обязанности первого секретаря ЦК КП Узбекистана (фактически, исполнял обязанности первого секретаря ЦК КПУ после арестов А. Икармова и А. Цехера).

В том же году вошел в состав особой тройки, созданной по приказу НКВД СССР от 30.07.1937 № 00447 и активным участием в сталинских репрессиях.
23 ноября 1937 г. решением Бюро ЦК КП Узбекистана был выведен «из пленума ЦК и из партии, как разоблачённый враг народа».
28 марта 1938 г. Сталин, Молотов, Каганович, Жданов и Ворошилов утвердили представленный НКВД СССР «Список лиц, подлежащих суду ВКВС СССР по Узбекской ССР», санкционировав наказание по 1-й категории, то есть расстрел.